# Железен кръст
Железният кръст (на немски: Eisernes Kreuz, ЕК) е орден, учреден на 10 март 1813 г. от пруския крал Фридрих Вилхелм III (1770 – 1840) за особени заслуги в борбата срещу войските на френския император Наполеон I.

## Описание
Това е първият пруски орден с 2 степени, с който могат да се награждават всички военни чинове, независимо от произхода им. Представлява черен тевтонски кръст от чугун със сребърен кант. Предната страна на първия кръст е гладка, а на гърба му, в горната част, са инициалите на краля FW (Friedrich Wilhelm) с корона, в средата има три дъбови листа, а в долната част числото 1813.
- орденът 2-ра степен има черна лента с бял кант, която се закача на илик за копче, а
- орденът 1-ва степен се закача направо в лявата страна на гърдите.
- големият кръст (Grosskreuz des EK), предназначен само за военачалниците, се носи на лента около врата.

По заповед на краля, от 1838 г. орденът се носи с гладката страна отзад.
Железният кръст е обновяван няколко пъти – през 1870, 1914 и 1939 г. При първите два от тях, на предната страна в средата са поставени инициалите на императора W (Wilhelm), а при третия – пречупения кръст, символ на управляващата Националсоциалистическа партия, и в долната част е отбелязана годината. Освен това лентата става червена с тесен бял и черен кант. През Втората световна война броят на степените се увеличава. Той е първоначално четири:
- 1-ва степен,
- 2-ра степен,
- рицарски кръст (Ritterkreuz des EK) и
- голям кръст.

В края на войната броят на степените е осем:
- 1-ва степен,
- 2-ра степен,
- рицарски кръст,
- рицарски кръст с дъбови листа,
- рицарски кръст с дъбови листа и мечове,
- рицарски кръст с дъбови листа, мечове и брилянти,
- рицарски кръст със златни дъбови листа, мечове и брилянти и
- голям кръст.

Използван през световните войни като масово отличие, в повечето случаи даван при строги критерии, за истински прояви на храброст, Железният кръст се приема за символ на германския милитаризъм. След 1945 г. във ФРГ носенето на Железния кръст е разрешено само ако пречупеният кръст е заличен. В тази насока, през 1957 властите във ФРГ официално въвеждат заместител на Железния кръст от Втората световна война – пуснати са емисии на всички степени, като вместо свастика имат дъбови листа.

## Наградени българи
Цар Фердинанд I, 1915 г.
- Генерал Иван Колев
- Генерал Никола Жеков
- Генерал Пантелей Киселов
- Генерал Константин Жостов, 1916 г.
- Генерал Стефан Тошев
- Генерал Стефан Нерезов
- Генерал Христо Николов Луков
- Генерал Петър Тантилов
- Генерал Тодор Радев, 1917 г.
- Генерал Александър Танев
- Генерал Александър Протогеров
- Полковник Иван Николов Жабински, 1917 г.
- Полковник Петър Дървингов, вер. 1917 г.
- Подполковник Сава Стоянович, 1917 г.
- Майор Симеон Недялков Попов, 1917 г.
- Капитан Георги Радков, 1917 г. – офицер от артилерията
- Капитан Цветан Мумджиев, март 1917 – офицер от артилерията
- Капитан Никола Лефтеров, 1 април 1917 г.[3]
- Подпоручик Васил Дончев Владев, 1918 г.
- Подпоручик Тодор Александров
- Подпоручик Стоянка Йончовска, 1943 г.
- Поручик Стоян Стоянов – летец-изтребител, 1943 г.
- Поручик Христо Кръстев – летец-изтребител, 1943 г.
- Подпоручик Петър Бочев – летец-изтребител, 1943 г.
- Генерал Никола Михов, 1943 г.
- Подпоручик Иван Сирашки, 1943 г.

## Галерия
- Орден от 1914 г.